# Référendum constitutionnel lituanien de 2019
Un  double référendum constitutionnel a lieu le 12 mai 2019 en Lituanie en même temps que le premier tour de l'élection présidentielle. La population est amenée à se prononcer sur une réduction de 141 à 121 du nombre de parlementaires composant la Seimas ainsi que sur une légalisation partielle de la double nationalité.
Malgré la nette majorité des votants en faveur des deux propositions, celles-ci échouent à atteindre les quorum exigés. Les deux amendements constitutionnels ne sont par conséquent pas validés.

## Objets

### Réduction du nombre de députés
L'Union lituanienne agraire et des verts, alors partenaire de coalition du gouvernement Skvernelis est à  l'origine le 10 janvier 2019 d'une initiative populaire visant à amender l'article 55-1 de la constitution pour abaisser de 141 à 121 le nombre de députés composant le Parlement lituanien, le Seimas. Est notamment avancé le fait que le pays était peuplé de 3,7 millions de citoyens lors de l'adoption de la Constitution en 1992, contre 2,8 millions en 2019,.
En accord avec l'article 9 de la Constitution lituanienne du 25 octobre 1992, complété par la loi sur les référendums de 2002, la population lituanienne dispose en effet du pouvoir de mettre en œuvre des référendums législatifs portant sur des propositions de loi. Dans le cas de projet de révision constitutionnelle, un vote à la majorité absolue du Seimas est néanmoins nécessaire. Le référendum n'a cependant pas lieu si le Parlement vote le projet constitutionnel à la majorité des trois cinquièmes, selon la procédure de révision incluse dans l'article 69,,.
Les signatures d'au moins 300 000 électeurs inscrits sur les listes électorales doivent pour cela être réunies dans un délai de trois mois. En 2016, un total de 2 514 657 électeurs étaient inscrits sur les listes, ce qui équivaut à un seuil d'un peu moins de 12 % des inscrits.
La pétition parvient à réunir le nombre requis de signature dans le temps imparti. Le Seimas vote le 14 février la proposition par 58 voix contre 42 et 2 abstentions. Un recours pour vice de procédure engagé par l'opposition est rejeté par la Cour constitutionnelle.

### Double nationalité

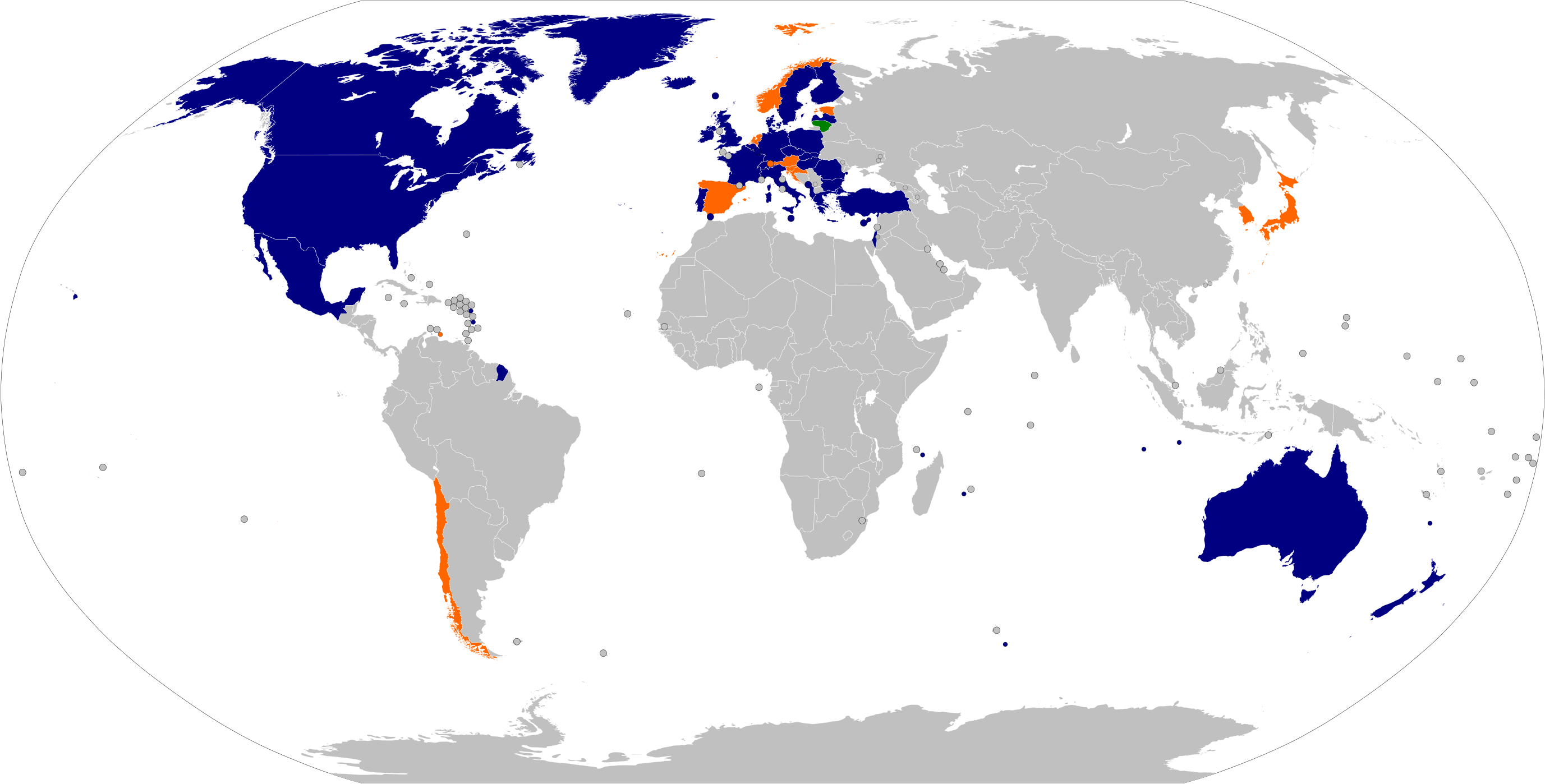
La Lituanie
Pays pour lesquels la double nationalité serait autorisée
Pays pour lesquels la double nationalité serait autorisée, mais l'interdisant eux-mêmes

La double nationalité n'est autorisée en Lituanie qu'à titre exceptionnel, notamment pour les individus ayant fui le pays sous l'occupation soviétique,. L'article 12 du chapitre I de la Constitution précise ainsi qu'« excepté les cas particuliers prévus par la loi, nul ne peut être à la fois citoyen de la République de Lituanie et citoyen d'un autre État ». Or, comme la plupart de ceux d’Europe de l'Est, la Lituanie est confrontée à une importante émigration d'une partie de sa population, qui, obtenant par naturalisation la nationalité des pays d'accueil, perd celle de Lituanie et ne la transmet pas à ses enfants. Par décision de la Cour constitutionnelle, l'interdiction ne saurait être contournée par un élargissement des exceptions, qui ne doivent être données qu'au cas par cas. La légalisation de la double citoyenneté n'est par conséquent possible que via un amendement de la constitution,,. La situation s'accélère par ailleurs à la suite de la décision du Royaume-Uni de quitter l'Union européenne, trois quarts des 200 000 Lituaniens présents dans le pays déclarant préférer renoncer à leur citoyenneté lituanienne pour pouvoir y rester.
La classe politique cherche par conséquent à revenir sur cette interdiction. Un amendement est proposé par 114 députés dès 2017.
L'amendement prévoit ainsi l'obtention d'une seconde nationalité pour les Lituaniens, mais la limite à celles des pays « répondant aux critères d'intégration européenne et transatlantique », déléguant au Parlement la tâche d'en établir la liste par législation ordinaire. Au moment du référendum, ce dernier projette ainsi de limiter la double nationalité aux pays membres de l'Union européenne, l'Espace économique européen, l'OTAN et l'OCDE. Plusieurs des pays concernés interdisent cependant eux-mêmes la double nationalité. Celles des pays membres de la CEI sont par ailleurs explicitement exclues.
Un amendement de la Constitution est alors possible par seule voie parlementaire si celui-ci recueille une majorité des deux tiers au cours de deux votes espacés de trois mois. L'article 148 de la Constitution impose cependant la voie référendaire pour tout amendement du chapitre I, ainsi que du chapitre XIV sur la révision de la Constitution, qui comprend l'article 148. Les conditions de validation d'un tel référendum sont quant à elles détaillées par une loi référendaire. Son article 7 impose pour ce cas précis qu'au moins la moitié du total des inscrits se prononce en faveur de la proposition.

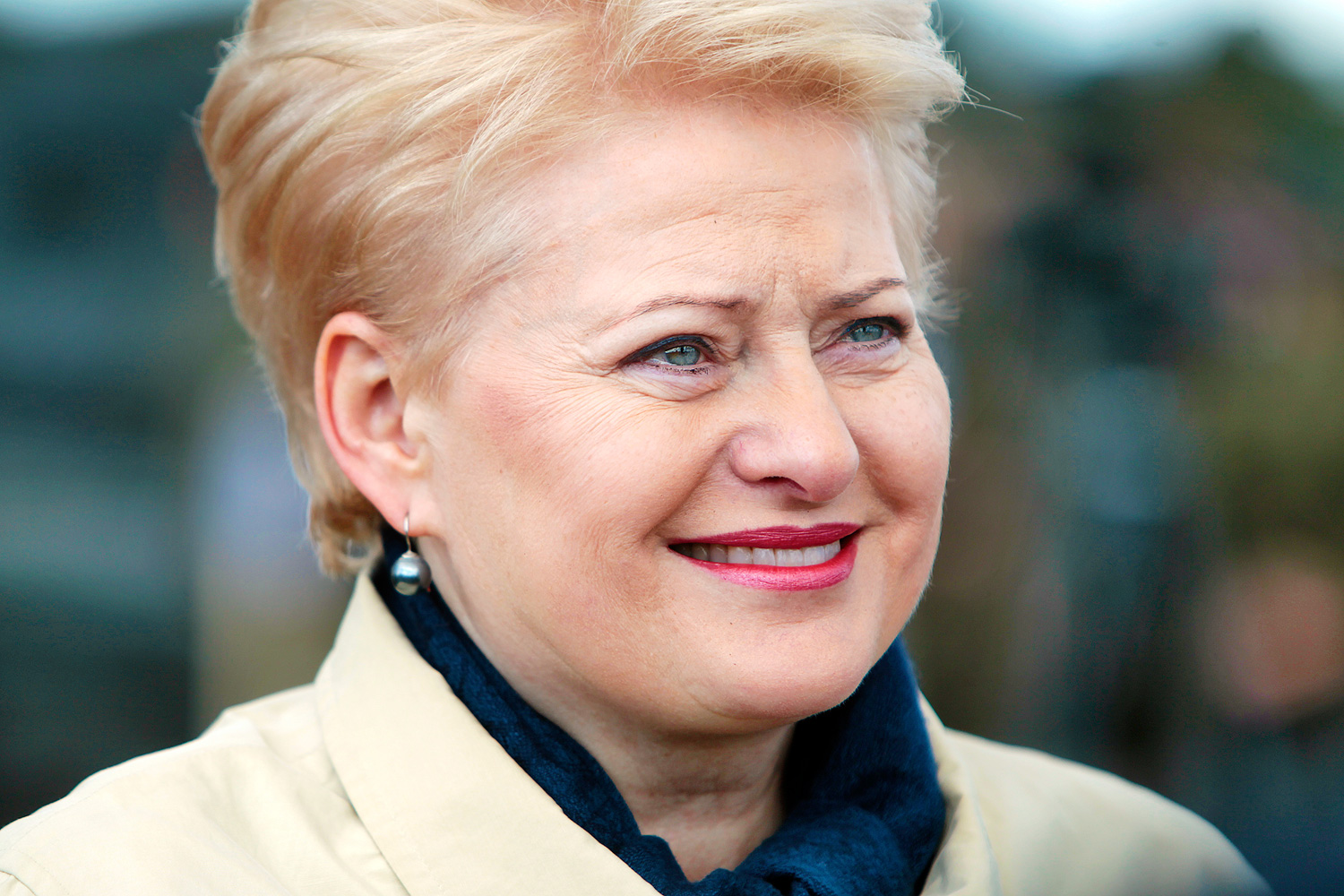
La présidente Dalia Grybauskaitė

Le gouvernement cherche alors à plusieurs reprises à adoucir ces conditions en modifiant la loi référendaire, mais se heurte à l'opposition de la présidente Dalia Grybauskaitė. Le 9 juillet 2018, le Parlement tente ainsi une première fois d'aligner les conditions d'un amendement portant spécifiquement sur l'article 12 à celle des chapitres autres que le I et le XIV, soit la majorité absolue des suffrages exprimés, au moins un tiers du total des inscrits en faveur de la proposition et une participation de 50 %. Grybauskaitė y oppose cependant son veto,.
Le 13 septembre suivant, le Seimas tente cette fois-ci de réduire le quorum à 40 % des inscrits en faveur de l'amendement, mais se voit à nouveau opposer le veto de la présidente.
Contraint de suivre la procédure de révision en vigueur, le Parlement cherche alors à favoriser une participation élevée. Il parvient à introduire en décembre la possibilité de mettre en place des bureaux de vote à l'étranger afin de faire voter la diaspora. Puis il projette d'organiser le référendum en même temps que les deux tours de l'élection présidentielle prévue en 2019, soit les 12 et 26 mai. Il soumet la proposition à la Cour constitutionnelle, qui la rejette le 15 février 2019. Le Seimas se résigne le 12 mars suivant à voter pour l'organisation du scrutin en même temps que le premier tour, à l'unanimité des 85 députés présents,. La Commission électorale autorise cependant pour la première fois une période de vote anticipé étalée sur cinq jours du 6 au 10 mai inclus,.

## Conditions de validité
Le référendum est légalement contraignant. Chaque amendement n'est cependant considéré comme valide qu'à la condition de recueillir plusieurs conditions. Or, les deux projets portent sur des chapitres de la constitution dont les conditions d'amendement diffèrent.
Pour le cas de la réduction du nombre de parlementaires, soit une initiative populaire en matière constitutionnelle validée par le parlement, trois conditions sont requises. La majorité absolue des suffrages exprimés et au moins un tiers du total des inscrits en faveur de la proposition devront ainsi être réunis, ainsi qu'un quorum de participation de 50 % des inscrits,.
Pour le cas de la légalisation de la double citoyenneté, soit une initiative parlementaire portant sur un amendement du Chapitre I de la constitution, la proposition doit obtenir en sa faveur la majorité absolue du total des électeurs inscrits sur les listes électorales.

## Résultats

### Passage à 121 parlementaires
| Choix               | Votants   | Votants | Inscrits | Inscrits |
| Choix               | Voix      | %       | %        | Quorum   |
| ------------------- | --------- | ------- | -------- | -------- |
| Pour                | 876 841   | 76,19   | 35,26    | ✔ 33,3 % |
| Contre              | 267 833   | 23,81   | 10,77    |          |
|                     |           |         |          |          |
| Votes exprimés      | 1 150 932 | 96,83   | 46,28    |          |
| Blancs et invalides | 37 802    | 3,17    | 1,52     |          |
| Total des votants   | 1 188 604 | 100,00  | 47,79    | 50 %     |
|                     |           |         |          |          |
| Abstentions         | 1 298 311 |         | 52,21    |          |
| Inscrits            | 2 486 915 | 100,00  |          |          |

Approuvez vous l'amendement de l'article 12 de la constitution  ?
| Votants pour (76,19 %) |  |  | Votants contre (23,81 %) |
| ▲                      |  |  |                          |
| Majorité absolue       |  |  |                          |

| Inscrits pour (35,26 %) |  |  | Autres inscrits (64,74 %) |

| ▲                |
| Quorum de 33,3 % |

| Taux de participation (47,79 %) |  |  | Taux d'abstention (52,21 %) |
| ▲                               |  |  |                             |
| Quorum de 50 %                  |  |  |                             |

### Légalisation de la double nationalité
| Choix               | Votants   | Votants | Inscrits | Inscrits |
| Choix               | Voix      | %       | %        | Quorum   |
| ------------------- | --------- | ------- | -------- | -------- |
| Pour                | 956 564   | 73,92   | 38,46    | 50 %     |
| Contre              | 337 504   | 26,08   | 13,57    |          |
|                     |           |         |          |          |
| Votes exprimés      | 1 294 068 | 97,88   | 52,03    |          |
| Blancs et invalides | 28 067    | 2,12    | 1,13     |          |
| Total des votants   | 1 322 135 | 100,00  | 53,16    |          |
|                     |           |         |          |          |
| Abstentions         | 1 164 780 |         | 46,84    |          |
| Inscrits            | 2 486 915 | 100,00  |          |          |

Approuvez vous l'amendement de l'article 55 de la constitution  ?
| Votants pour (73,92 %) |  |  | Votants contre (26,08 %) |
| ▲                      |  |  |                          |
| Majorité absolue       |  |  |                          |

| Inscrits pour (38,46 %) |  |  | Autres inscrits (61,54 %) |
| ▲                       |  |  |                           |
| Quorum de 50 %          |  |  |                           |

## Analyse
La majorité des votants se prononcent en faveur des deux propositions. Celles-ci échouent néanmoins à atteindre leur quorum respectifs. Les deux amendements constitutionnels ne sont par conséquent pas validés.